# Бремен-Фердінська марка
Бремен-Фердінська марка (нім. Bremen-Verden Marck) — грошова одиниця Бремен-Фердінського герцогства, яка карбувалася у 1611-1617 роках Йоганом Фредеріком (1596-1634) та після закінчення Тридцятирічної війни під Шведським управлінням з 1660. Остання марка була викарбувана 1675 року.

## Історія

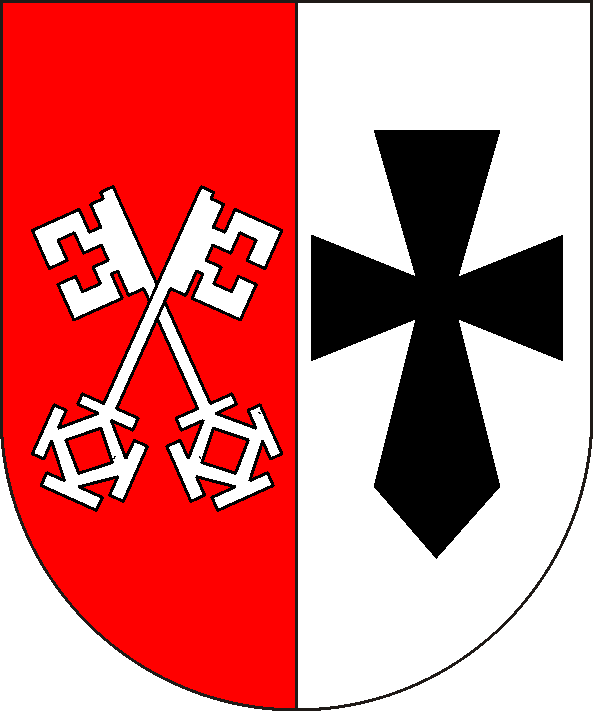
Герб Бремен-Фердінського герцогства

⅓ талера (1 марка), 1674 року

4 марки, 1660 року

4 марки, 1668 року

На початку Тридцятилітньої війни лютеранське архієпископство Бремен зберігало нейтралітет, як і більшість протестантських земель Нижньосаксонського округу. Сусіднє єпископство Ферден також намагалося зберегти нейтралітет, але будучи частиною Нижнього Рейн-Вестфальського округу, в якому відбувалися постійні сутички поміж кальвініськими, католицькими та лютеранськими єпархіями — Фердену довелося брати участь у війні. 1648 року, згідно Вестфальського миру Бремен та Ферден отримали статуси князівств, але отримавши лише часткову підтримку від імператора Священної Римської імперії укладають Персональною унією зі Шведським королівством, яка протрималася до 1712 року. Відповідно до цієї унії у князівствах був встановлений генеральний уряд, а ці землі були включені до шведського лену. Водночас в основній частині Бремена був збережений статус вільного імперського міста. Під час Великої Північної війни 1712 року ці землі окупувалися Данським королівством. 9 листопада 1719 року, згідно Стокгольмського договору, Швеція передала землі курфюрстам Гановера отримавши компенсацію за них в 1 мільйон риксдалерів. 1806 року, після розпаду Священної Римської імперії, об'єднане герцогство стало вважатися недійсним. 1807 року, під час наполеонівських війн землі Бремен-Фердену були оголошені землями північного департаменту Франції і включені до складу Вестфальського королівства. 1823 року Бремен-Ферден та землі Гадельн (нім. Hadeln) стали адміністративними землями Гановера сформувавши регіон Штаде.

## Монети
До 1611 року у Вільному імперському місті Бремені марка не карбувалася і слугувала розрахунковою одиницею. У 1611-1617 роках, за часів правління у Бремені Гольштейн-Готторпського герцога Йогана Фредеріка, були викарбувані монети номіналом в 1 марку. Марка виготовлялася зі срібла для обігу і у Фердені і дорівнювала 32 гротам. З 1648 року монети Бремен-Фердінського князівства почали карбуватися Швецією після укладання з нею унії. Зі срібла різної проби виготовлялися монети номіналами в 1 сешлінг, 2 шиллінги, 1, 2 та 4 марки, 1⁄48, 1⁄24, 1⁄16 (1,7850 грамів, 0.8120 проби), 1⁄12, 1⁄6, ⅔,  ⅓, ½ (14,6160 грамів, 0.8880 проби) 1 (29,2320 грамів, 0.8880 проби) та 2 (58,4640 грами, 0.8880 проби) талери. Еталоном для виготовлення срібних монет слугувала кельнська марка. Також карбувалися для торгівлі із сусідніми землями зі щирого золота 0.9860 проби 1 (3,5 грами), 5 (17,5 грамів) та 10 (35 грамів) дукатів. 5 та 10 дукатів мали подвійну назву — португалезери (нім. Portugalöser), де 1 португалезер = 2½ дукати. Курс тоді був таким: 1¼ гульдени (пізніше дукати) = 1 талеру = 3 маркам = 24 грошам = 32 гротам = 48 шилінгам = 96 сешлінгам. Останні монети Бремен-Фердінського князівства карбувалися 1697 року. Марка карбувалася з 1660 по 1675 роки. Монети Вільного імперського міста Бремена продовжували карбуватися за тим самим розподілом до грошової реформи 1874 року. Бремен перейшов на спільну десяткову систему за імперським курсом Німецької імперії. 1 марка стала дорівнювати 100 пфеннігам. (див. Срібні монети Німецької імперії).